# Сьомкова къща
Сьомковата къща (на гръцки: Αρχοντικό Β. Σιώμκου) е възрожденска къща в град Костур, Гърция.

## Местоположение
Къщата е разположена в северната традиционна махала Позери (Апозари) на улиците „Вардакис“ и „Кидониес“ № 8.

## История
В 1965 година е обявена за паметник на културата. Поради липса на поддръжка пада покривът ѝ и третият ѝ етаж.

## Архитектура
В архитектурно отношение е триетажна правоъгълна сграда.